# 연료전지 자동차
연료전지 전기자동차(燃料電池 電氣自動車, 영어: fuel cell electric vehicle, FCEV) 또는 단순히 연료전지 자동차(燃料電池自動車, 영어: fuel cell vehicle, FCV)는 연료전지로 전기 모터에 전력을 공급하여 주행하는 자동차를 말한다.
대표적으로 수소연료전지자동차 혹은 수소전기차는 수소 자동차의 일종으로 스택이라는 연료전지에서 수소하고 산소가 서로 화학반응을 일으키면서 전기를 발생시키는 원리로 작동된다. 연료전지를 사용해 전기모터로 자동차가 구동되며, 수소충전소에서 몇 분 만에 수소를 재충전해 사용한다. 기존의 가솔린 차량하고 큰 차이가 없는데, 배기가스가 전혀 없으며, 마실 수 있는 깨끗한 물만 나온다. 그 외에 에탄올 등 탄소를 함유한 주로 액체상의 분자를 연료전지로 사용하는 자동차도 있는데, 기존의 주유소 인프라를 그대로 사용할 수 있는 장점이 있다.

## 개발 상황

### 기업
FCEV의 대표격인 수소전기차는 유럽, 미국, 일본, 중국, 한국 등의 기업에서 트럭, 승용차, 버스로 출시되어 보급 및 실증이 진행되고 있으며, 수소전기차를 판매하고 있는 기업은 약 20여개로 미국, 유럽, 일본, 한국 등의 실증기업까지 포함하면 30개 이상으로 추정된다.
승용차의 경우 한국의 현대자동차, 일본의 도요타·혼다에서 양산 중이다. 선도업체와 후발업체 간의 제휴가 활발하게 이루어지고 있으며 현재 전세계에서 한·일 양국에서만 생산되고 있다.
상용차의 경우 유럽, 미국, 일본, 중국, 한국 등에서 보급 및 실증이 진행되고 있다. 특히 중국은 전기차에 이어 수소자동차 시장에서도 글로벌 주도권을 쥐겠다는 목표(2030년 100만 대) 아래 이미 40여 업체에서 56종의 수소버스·트럭 모델을 개발했다. 대표 기업으로는 둥펑 자동차, 포톤, 상하이 자동차, 포산페이츠 등이 있다. 미국 에너지부 또한 2013년 5월 13일, 민관 합동 FCEV 연구기관인 H₂USA의 개발 파트너로 독일 벤츠, 일본 닛산·도요타, 대한민국 현대자동차를 선정하였다.

### 기술
세계 시장에 출시된 승용 수소전기차는 현대자동차의 투싼ix FCEV(2013년)와 넥쏘 1세대(2018년)·2세대(2025년), 토요타의 미라이(2014년), 혼다의 클라리티(2016년)가 있으며, 현대차의 수소전지는 2014년과 2018년에 세계 10대 엔진으로 선정되었다.. 넥쏘는 가장 최근에 출시된 만큼 경쟁차 대비 항속거리 및 연료저장기술 측면에서 우수한 것으로 판단된다.
| 구분                 | 현대 넥쏘                 | 토요타 미라이             | 혼다 클래리티             |
| -------------------- | ------------------------- | ------------------------- | ------------------------- |
| 최대 항속거리 (Km)   | 611(미국 인증: 복합 연비) | 502(미국 인증: 복합 연비) | 579(미국 인증: 복합 연비) |
| 최고속도             | 177km/h                   | 178km/h                   | 169km/h                   |
| 가속성능 (0→100km/h) | 9.2초                     | 9.0초                     | 8.1초                     |
| 모터 최대토크(N・m)  | 395                       | 335                       | 300                       |
| 모터 최대출력 (bhp)  | 154                       | 151                       | 174                       |

## 버스
1980년대 후반부터 버스의 디젤 배출가스에 대한 우려로 인해 연료 전지를 이용한 버스 운행 실험이 시작되었다. 인산 연료 전지를 이용한 초기 실험 이후, 1990년대 후반에는 수소 연료 전지 버스가 일부 도시에서 시험 운행되기 시작했다. 유럽 연합은 '유럽을 위한 깨끗한 도시 교통(Clean Urban Transport for Europe)'이라는 연구 프로젝트를 시행하였다. 2010년대에 이르러 전 세계적으로 수소 연료 전지 버스가 상업적으로 도입되었으나, 구매·운영 비용이 지적되어왔다. 디젤, 하이브리드 또는 전기 버스보다 그 비용이 상당히 비쌌기 때문인데, 최근 비용은 디젤 버스와 비슷한 수준으로 낮아졌다. 대표적인 제조사로는 현대자동차와 토요타 등이 있다.

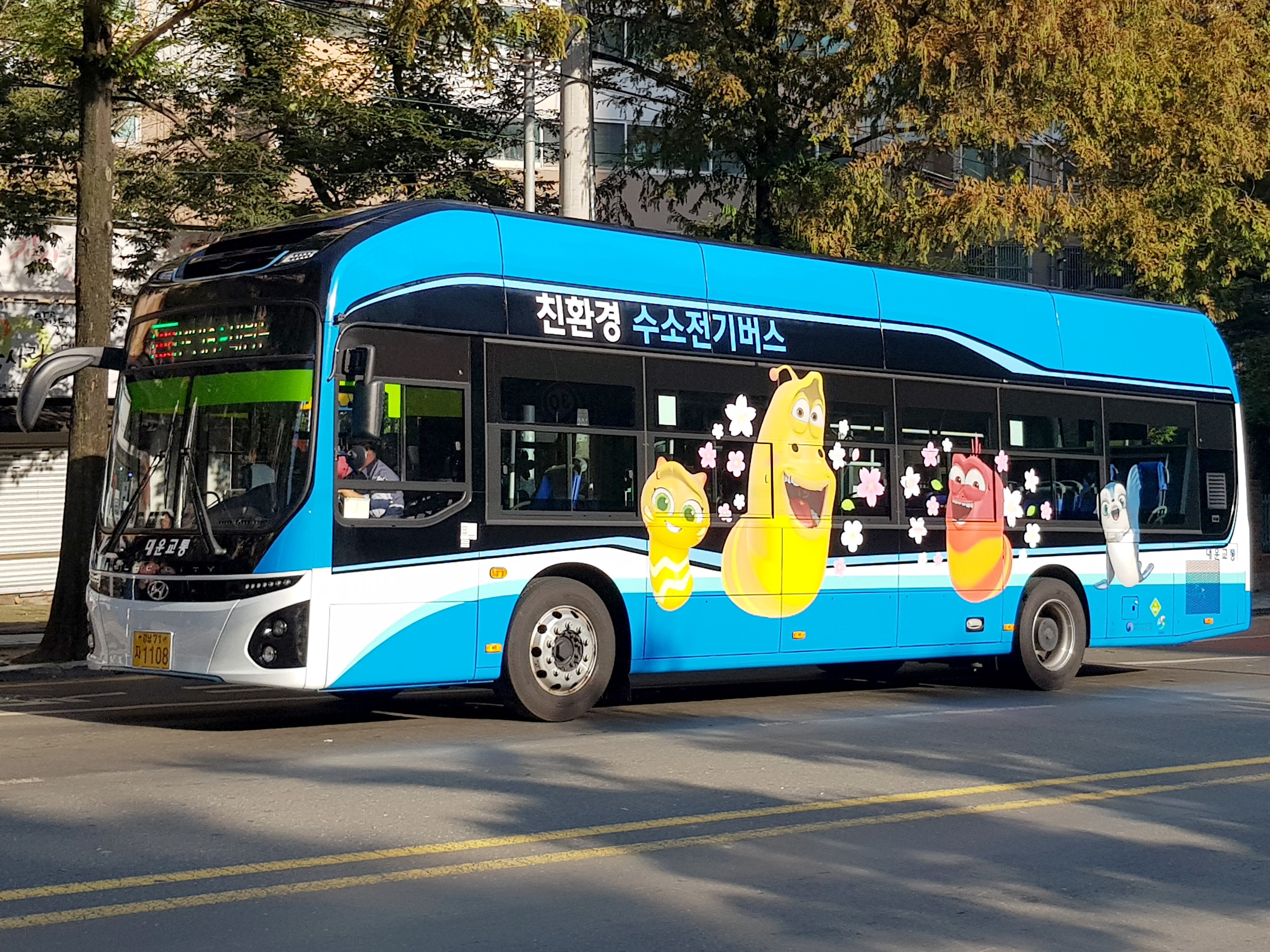
현대 일렉시티 FCEV
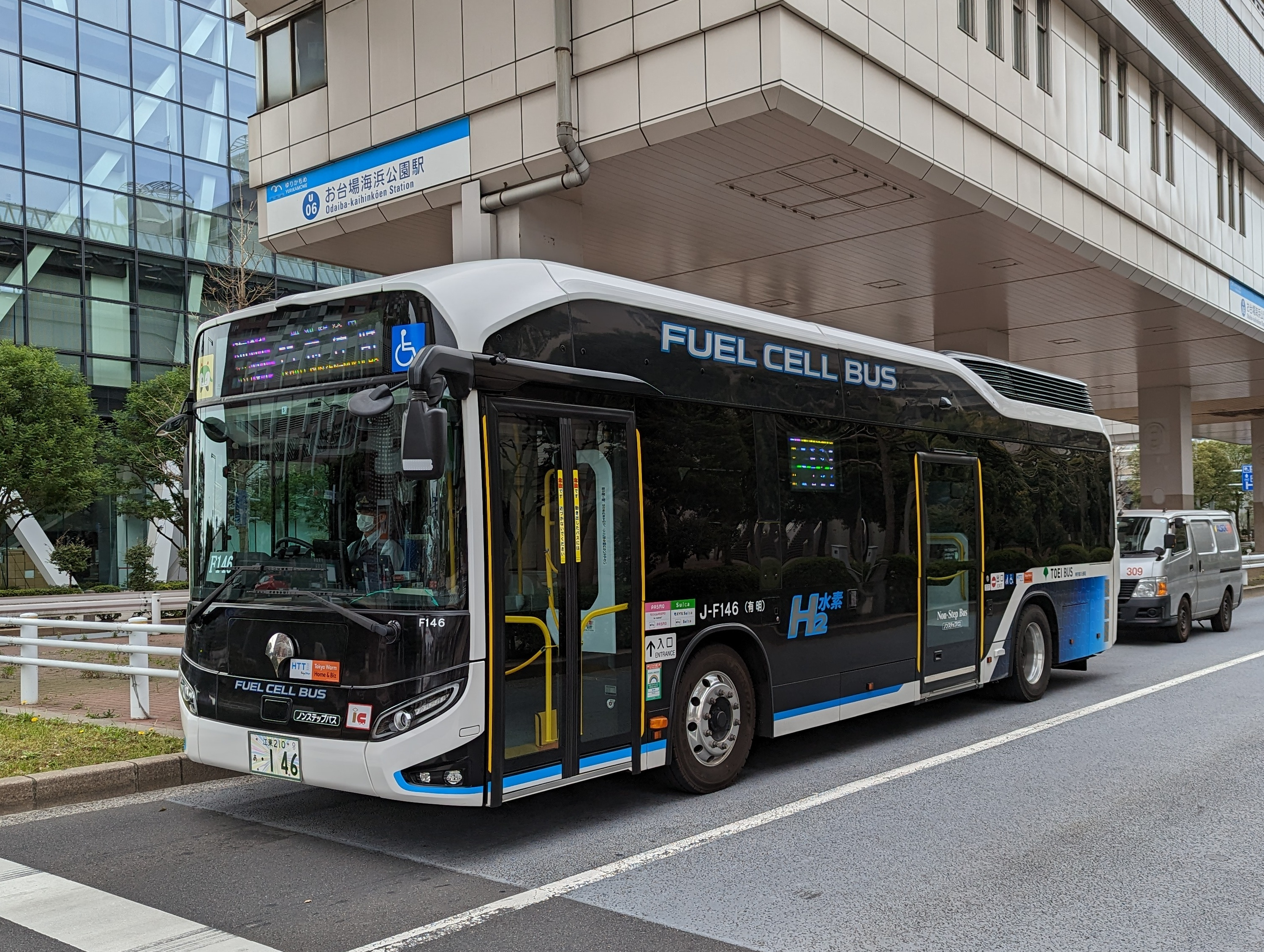
토요타 소라

## 같이 보기
- 배터리식 전기자동차(BEV)
- 현대 투싼ix FCEV
- 수소 자동차
- 수소전기차
- 수소저장
  - 수소저장합금
  - 수소에너지
  - 수소충전소